# 有機ガラス
有機ガラス（ゆうきガラス、organic glass）は、透明なプラスチックでできた「ガラス」である。
この場合の「ガラス」とは、ガラス転移性のアモルファス固体という、化学での意味である。なお、「有機」は有機化合物ということで、生体物質由来ということではない。
特に、ある程度の強度があり、普通のガラス（珪酸ガラス）の代替として使用できるものを有機ガラスとすることが多い。

## 種類
有機ガラスの代表は、
- アクリル樹脂のポリメチルメタクリレート（PMMA、ポリメタクリル酸メチル)
- ポリカーボネートのポリジエチレングリコールビスアリルカーボネート（PEDC)

である。PEDCの例としては、アリルジグリコールカーボネート（CR-39）がある。
この他にも「有機ガラス」といえる化合物は多く、たとえばアクリル樹脂のポリブチルメタクリレート（PBMA）も優れた物性を持つが、生産・使用は希である。
- ハイブリッドガラス、は、透明なプラスチックとシラノール化合物による合成「ガラス」である。低温合成（30℃以下）や水性化が簡単にできる。

ポリスチレン（PS)、ポリ塩化ビニル（PVC）などが使われることもあるが、強度や透明度の面でガラスのようには使えないことが多い。

## 特徴
用途はガラスに似るが、向き不向きがある。
ガラスに対して、
- 軽い（比重が小さい）。
- 靱性に優れ、割れにくい。割れても鋭利な破片が飛散しにくい。
- 比較的低温で軟化するため成型が容易。
- 着色が容易。
- 傷がつきやすい。
- 熱に弱く、変質や燃焼（可燃性）する。ポリカーボネートは難燃性だが、ガラスには劣る。
- 薬剤耐久性は低く、有機溶剤で変質する。
- 耐候性が低く（合成樹脂としては高い部類だが）経年劣化して透明度や強度が下がる。
- 熱伝導率が低く、触っても冷たく感じない。

といった特徴がある。

## 特撮材料
東宝の特殊美術スタッフは、化粧クリーム等のベースに使われる固体素材を「有機ガラス」と呼んで多用していた。溶かしてドロドロの状態になったものが、『美女と液体人間』の液体人間を始め、『宇宙大怪獣ドゴラ』の単細胞体、『ゴジラ対ヘドラ』のヘドロなど、さまざまな特殊美術で使用された。